# 32-я пехотная дивизия (вермахт)
32-я пехотная дивизия (32. Infanterie-Division) — тактическое соединение сухопутных войск вооружённых сил нацистской Германии периода Второй мировой войны.
Формирование дивизии началось на территории 2-го корпусного округа 1 октября 1936 года в Кёзлине на основе 4-го пехотного полка, выделенного из 2-й пехотной дивизии. Неофициально называлась «Львиная голова», так как на её эмблеме изображался лев. В состав дивизии входили 4-й и 94-й и 96-й пехотные полки и 32-й артиллерийский полк.
Принимала участие в польской и французской кампаниях. В начале операции «Барбаросса» 32-я дивизия действовала в составе 16-й армии из состава группы армий «Север».
Разгромлена советскими войсками в августе 1944 года в ходе Лубанско-Мадонской операции.

## Состав дивизии
1939 год
- 4-й пехотный полк (Infanterie-Regiment 4)
- 94-й пехотный полк (Infanterie-Regiment 94)
- 96-й пехотный полк (Infanterie-Regiment 96)
- 32-й артиллерийский полк (Artillerie-Regiment 32)
  - 1-й дивизион 68-го артиллерийского полка (I./Artillerie-Regiment 68)
- 32-й дивизион ПТО (Panzerabwehr-Abteilung 32)
- 32-й разведывательный батальон (Aufklärungs-Abteilung 32)
- до декабря 1939 года — 32-й батальон АИР (Beobachtungs-Abteilung 32)
- 32-й батальон связи (Nachrichten-Abteilung 32)
- 32-й сапёрный батальон (Pionier-Bataillon 32)
- 32-й запасной батальон (Feldersatz-Bataillon 32)
- войска подчинявшиеся командиру снабжения 32-й пехотной дивизии (Infanterie-Divisions-Nachschubführer 32)

1941 год
- Командир дивизии:
  - 32-й (моторизованный) картографический отряд
  - 32-й взвод мотоциклистов-посыльных
  - 4-й пехотный полк
    - 1 взвод связи
    - 1 пионерный взвод (3 ручных пулемёта)
    - 1 полковой оркестр
    - 1 взвод конной разведки
    - 3 батальона, каждый из которых имеет:
      - 3 стрелковые роты (12 ручных пулемёта по 3 50-мм миномёта на каждую)
      - 1 пулемётная рота (12 пулемётов и 6 80-мм миномётов)
      - 1 пехотная пулемётная рота (2 150-мм орудия SIG и 6 75-мм орудий LeIG)
      - 1 противотанковая батарея (12 37-мм пушек Pak 36 и 4 пулемёта)
      - 1 колонна снабжения лёгкой пехоты

  - 94-й пехотный полк: такой же, как 4-й пехотный полк
  - 96-й пехотный полк: такой же, как 4-й пехотный полк
  - 32-й артиллерийский полк
    - 1-й, 2-й и 32-й батальоны, каждый в составе:
      - 3 батареи (по 4 105-мм орудия и 2 ручных пулемёта)

    - 1/68-й артиллерийский полк
      - 3 батареи (4 150-мм орудия sFH и 2 ручных пулемёта на каждую)
      - 32-я артиллерийская наблюдательная батарея

  - 32-й противотанковый дивизион
    - 1 (моторизованный) взвод связи
    - 3 (моторизованные) противотанковые батареи (12 37-мм Pak 36 и 4 пулемёта на каждую)

  - 32-й разведывательный батальон
    - 1 (t-mot) взвод связи
    - 1 конный эскадрон (9 ручных пулемётов и 2 станковых пулемёта)
    - 1 велосипедный эскадрон (9 ручных пулемётов, 2 станковых пулемёта и 3 50-мм миномёта)
    - 1 (моторизованный) тяжелый эскадрон
    - 1 отделение пехотных орудий (2 75-мм ПТ-орудий)
    - 1 взвод бронеавтомобилей (2 машины)
    - 1 противотанковый взвод (3 37-мм Pak 36 и 1 ручной пулемёт)

  - 32-й пионерский батальон
    - 2 пионерские роты (9 пулемётов на каждую)
    - 1 (моторизованный) пионерская рота (9 ручных пулемётов)
    - 1 (моторизованная) мостовая колонна Б
    - 1 (моторизованный) пионерская колонна снабжения

  - 32-й батальон полевого пополнения (3 роты)
  - 32-й батальон связи
    - 1 (моторизованный) телефонная рота
    - 1 (моторизованный) радиорота
    - 1 (моторизованный) лёгкая колонна снабжения связи

  - 32-й отряд снабжения
    - 1-8/32-я (моторизованная) лёгкие колонны снабжения
    - 9/32-я (моторизованная) колонна лёгкого топлива
    - 1/32-я (моторизованная) рота технического обслуживания
    - 32-я рота снабжения

  - 32-я (моторизованная) полевая пекарня
  - 32-я (моторизованная) мясная рота
  - Администрация 32-й дивизии
  - 1/,2/32-я (моторизованная) медицинские роты
  - 1/,2/32-я роты скорой помощи
  - 32-я ветеринарная рота
  - 32-я (моторизованная) полевая почта
  - 32-й (моторизованный) отряд военной полиции[1]

|  | 1942 год - 4-й пехотный полк - 94-й пехотный полк - 96-й пехотный полк - 32-й артиллерийский полк - 1-й дивизион 68-го артиллерийского полка - 32-й противотанковый артиллерийский дивизион - 32-й батальон самокатчиков (Radfahr-Abteilung 32) - 32-й батальон связи - 32-й сапёрный батальон - 32-й запасной батальон - войска подчинявшиеся командиру снабжения 32-й пехотной дивизии |  | 1943—1945 годы - 4-й гренадёрский полк (Grenadier-Regiment 4) - 94-й гренадёрский полк (Grenadier-Regiment 94) - 96-й гренадёрский полк (Grenadier-Regiment 96) - пехотный полк «Ютланд» (с февраля 1945) - 32-й артиллерийский полк - 1-й дивизион 68-го артиллерийского полка - 32-й противотанковый дивизион (Panzerjäger-Abteilung 32) - 32-й фузилёрский батальон (Füsilier-Bataillon 32) - 32-й батальон связи - 32-й сапёрный батальон - 32-й запасной батальон - войска подчинявшиеся командиру войск снабжения 32-й пехотной дивизии (Kommandeur der Infanterie-Divisions-Nachschubtruppen 32) |

## Командиры
- Генерал-полковник Николаус фон Фалькенхорст (1 октября 1936 — 19 июля 1939)
- Генерал-лейтенант Франц Бёме (19 июля 1939 — 1 октября 1939)
- Генерал-лейтенант Эккарт фон Габленц (1 октября 1939 — 1 декабря 1939)
- Генерал-лейтенант Франц Бёме (1 декабря 1939 — 15 июня 1940)
- Генерал-лейтенант Вильгельм Бонштедт (15 июня 1940 — 1 марта 1942)
- Генерал-лейтенант Карл Гернекамп (1 марта 1942 — 1 июня 1942)
- Генерал пехоты Вильгельм Вегенер (1 июня 1942 — 27 июня 1943)
- Генерал-лейтенант Альфред Тильманн (27 июня 1943 — 12 сентября 1943)
- Генерал-лейтенант Ганс Бек-Беренс (12 сентября 1943 — 1 февраля 1944)
- Генерал-майор Франц Шлипер (1 февраля 1944 — 1 июня 1944)
- Генерал-лейтенант Ганс Бек-Беренс (1 июня 1944 — 13 августа 1944)
- Генерал-майор Георг Коссмала (13 августа 1944 — сентября 1944)
- Генерал-лейтенант Ганс Бек-Беренс (сентябрь 1944)

## Награждённые Рыцарским крестом Железного креста

### Рыцарский Крест Железного креста (41)
- Франц Бёме, 29.06.1940 — генерал-лейтенант, командир 32-й пехотной дивизии
- Томас-Эмиль фон Викеде, 15.08.1940 — оберстлейтенант, командир 4-го пехотного полка
- Отто Эске, 27.07.1941 — фельдфебель, командир взвода 5-й роты 4-го пехотного полка
- Вильгельм Бонштедт, 13.10.1941 — генерал-майор, командир 32-й пехотной дивизии
- Вильгельм Вегенер, 27.10.1941 — полковник, командир 94-го пехотного полка
- Вильгельм Фаллей, 26.11.1941 — оберстлейтенант, командир 4-го пехотного полка
- Эрнст Цимер, 14.12.1941 — обер-фельдфебель, командир взвода 15-й (самокатной) роты 94-го пехотного полка
- Клаус фон Бисмарк, 31.12.1941 — обер-лейтенант резерва, командир 2-го батальона 4-го пехотного полка
- Герман Цюльсдорф, 09.01.1942 — обер-фельдфебель, командир взвода 1-й роты 94-го пехотного полка
- Йозеф Штуппи, 02.02.1942 — майор, командир 2-го батальона 94-го пехотного полка
- Курт Пантель, 07.08.1942 — капитан, командир 8-й (пулемётной) роты 96-го пехотного полка
- Иоахим Шпигель, 19.01.1943 — капитан, командир 1-го батальона 4-го пехотного полка
- Альфред Цан, 17.03.1943 — капитан резерва, командир 3-го батальона 96-го пехотного полка
- Ганс Ромотт, 18.04.1943 — обер-фельдфебель, командир взвода 4-й (пулемётной) роты 4-го пехотного полка
- Вилли Хакбарт, 18.04.1943 — ефрейтор, радист 4-й батареи 32-го артиллерийского полка
- Вильгельм Эггеманн, 20.04.1943 — майор, командир 2-го батальона 94-го пехотного полка
- Георг-Фридрих Моритц, 28.04.1943 — ротмистр, командир 2-го эскадрона 32-го батальона самокатчиков
- Герберт Волльшлегер, 22.10.1943 — лейтенант резерва, офицер батареи 32-го артиллерийского полка
- Хуберт Миклей, 26.12.1943 — капитан, командир 1-го батальона 4-го пехотного полка
- Курт Виганд, 05.01.1944 — обер-ефрейтор, наводчик 1-й роты 32-го противотанкового батальона
- Хайнц Зойка, 13.01.1944 — обер-лейтенант, командир 2-й роты 96-го пехотного полка
- Вернер Маннс, 13.01.1944 — капитан, командир 3-го батальона 96-го пехотного полка
- Вилли Розе, 22.01.1944 — обер-фельдфебель, командир взвода 11-й роты 96-го пехотного полка
- Эрих Шультц, 22.01.1944 — капитан, командир 1-го батальона 94-го пехотного полка
- Ганс-Иоахим фон Кёкритц, 10.02.1944 — ротмистр резерва, командир 32-го стрелкового батальона
- Ганс Радель, 23.02.1944 — обер-фельдфебель, командир взвода 1-й роты 4-го пехотного полка
- Карл-Хайнц Вунбергер, 17.03.1944 — капитан, командир 1-го батальона 96-го пехотного полка
- Отто Шверк, 15.07.1944 — капитан, командир 1-го батальона 96-го пехотного полка
- Хайнц Витт, 05.09.1944 — фельдфебель, командир взвода 2-й роты 4-го пехотного полка
- Ганс Буш, 10.09.1944 — майор, командир 2-го батальона 4-го пехотного полка
- Герберт Йордан, 10.09.1944 — капитан, командир 4-й батареи 32-го артиллерийского полка
- Вернер граф фон Бассевиц-Леветцов, 17.09.1944 — полковник резерва, командир 96-го пехотного полка
- Карл Ретцлафф, 30.09.1944 — обер-фельдфебель, командир 3-й роты 4-го пехотного полка
- Пауль Хельмих, 04.10.1944 — капитан резерва, командир 1-го батальона 94-го пехотного полка
- Хельмут Шульц, 20.10.1944 — лейтенант, командир 5-й роты 96-го пехотного полка
- Ганс Бек-Беренс, 09.12.1944 — генерал-лейтенант, командир 32-й пехотной дивизии
- Альфред Кюзель, 12.12.1944 — ротмистр, командир 1-го батальона 4-го пехотного полка
- Вернер Камишке, 09.01.1945 — капитан, командир 2-го батальона 4-го пехотного полка
- Юрген фон Ноттбек, 21.01.1945 — капитан, командир 1-го батальона 94-го пехотного полка
- Вальтер Нольте, 05.04.1945 — капитан, командир 2-го батальона пехотного полка «Ютланд»
- Карл Шольц, 09.05.1945 — лейтенант резерва, командир 14-й роты 4-го пехотного полка (награждение не подтверждено)

### Рыцарский Крест Железного креста с Дубовыми листьями (4)
- Вильгельм Вегенер (№ 66), 19.01.1942 — полковник, командир 94-го пехотного полка
- Эрнст Цимер (№ 317), 02.11.1943 — капитан, командир 1-й роты 94-го пехотного полка
- Хуберт Миклей (№ 540), 04.08.1944 — капитан, командир 1-го батальона 4-го пехотного полка
- Клаус фон Бисмарк (№ 669), 26.11.1944 — майор резерва, командир 4-го пехотного полка